# Магари
Магари (al-maghariyyah), магарит (μαγαρίτης), моагаритай (μωαγαρίται), махгрей (Mahgre) и магари са названия, използвани от някои хронисти от късната античност и ранното средновековие за хора присъединили се към еврейско-християнска секта, понякога идентифицирана като Мохамедани. Името "магари" означава „хора от пещерите“ от арабския термин „maghār“, което означава „пещера“.  Те вярвали, че Исус Христос е предшествал, и описан като ангел в Песен на песните 5:10-16. Те също са описани от някои автори като Мелхиседекианци.

## Препратки
1. ↑  Magharians //  Encyclopedia of the Dead Sea Scrolls.   Oxford University Press, 2000. ISBN 978-0-19-508450-4.